# 特拉華 (密蘇里州)
特拉華（英語：Delaware）是位於美國密蘇里州香農縣的非建制地區。

## 歷史
特拉華的郵局於1871年設立，1873年關閉後又於1923年重啟，最終於1941年停運。

## 地理
特拉華所處的海拔為高於海平面222米（即728英呎），而該地所採用的時區為UTC-6，即北美中部時區（CST）。同時該地設有夏令時間，為UTC-6調快一小時，即UTC-5（CDT）。